# Xã Harper, Quận McPherson, Kansas
Xã Harper (tiếng Anh: Harper Township) là một xã thuộc quận McPherson, tiểu bang Kansas, Hoa Kỳ. Năm 2010, dân số của xã này là 138 người.